# Thunder Road
Thunder Road är öppningsspåret på Bruce Springsteens album Born to Run som släpptes 1975. Det är en kärlekssång till den fiktiva Mary. Springsteen sjunger om hur hon dansar på verandan och samtidigt uppmanar henne att släppa taget om det som har varit och om att det är deras sista chans tillsammans – "one last chance to make it real" – vilket är ett vanligt ämne på Born to run-skivan. 
Låten hette ursprungligen Wings för Wheels och framfördes i en radiosänd konsert från Main Point i Philadelphia i februari 1975. Konserten finns på skivan Live at the Main Point som släppts i England men inte tillhör Springsteens officiella skivkatalog. Kvinnan i låten hette då Angelina och bilen som huvudpersonen kör i den versionen är en Oldsmobile 442.
Enligt Springsteen finns det en uppföljare till den här låten. Det är låten The Promise på skivan 18 Tracks. Den låten är inte lika hoppfull, och handlar om drömmar som har krossats och förhoppningar som grusats.